# 자기애 철수
자기애 철수(narcissistic withdrawal)는 자기애성향(narcissism)과 자기애 방어(narcissistic defense)의 힌 단계이다. 부모 혹은 그 역할을 한 인물을 외면하고, 필수 욕구는 개인 혼자 만족시킬 수 있다는 환상을 특징으로 한다. 성인기에는 억압된 원래의 자아와 함께 하는 자아 방어(ego defense)가 된다. 개인은 단기 이상이 되는 것으로 위협하는 모든 관계로부터 철수해야 한다는 것을 느끼고, 자기애 손상(narcissistic injury) 위험을 피하며, 안전지대(comfort zone)로 후퇴하는 것이다. 멜라니 클라인(Melanie Klein)이 아동의 자기애성 단계에 관한 정신분석한 연구에서 처음 설명하였다.

## 정신분석학
지그문트 프로이트(Sigmund Freud)는 원래 '자기애(narcissism)'라는 용어를 사용하여 개인의 리비도(libido)를 대상(object)에서 자기 자신으로 투사하는 과정을 정의하고자 하였다. "나르시시즘에 관하여(On Narcissism)"라는 에세이에서 프로이트는 질병이나 수면 등 일상다반사의 실험을 통하여 이러한 아이디어를 얻었다고 진술한다. "수면의 조건 역시 리비도 포지션의 자기애 철수를 주체의 자아에 부과한다는 점에서 수면과 닮아 있다(the condition of sleep, too, resembles illness in implying a narcissistic withdrawal of the positions of the libido on to the subject's own self)"고 언급하였다. 나중에 "애도와 우울(Mourning and Melancholia)"이라는 책에서 프로이트는 "자기애 기반에서의 ... 리비도의 철수(a withdrawal of the libido [...] on a narcissistic basis)"가 우울증에서 어떻게 얼어붙기(freezing)와 애착(affection)의 보존을 허용하는지를 다음과 같이 설명한다. "자아로 도피함으로써 사랑은 절멸을 탈출한다(by taking flight into the ego, love escapes extinction)."
오토 페니첼(Otto Fenichel)은 그의 분석을 경계선 성격장애(Borderline personality disorder) 증상으로 확장, 어떻게 "리비도에 대한 대응적 철수에서 ... 자기애로 역행하는 것 역시 과대망상의 형태로 그것을 재현하는 원초적 자기애 전능으로의 후퇴이다(in a reactive withdrawal of libido [...], a regression to narcissism is also a regression to the primal narcissistic omnipotence which makes its reappearance in the form of megalomania)"는 것을 보여준다.
그러나 멜라니 클라인(Melanie Klein)에게 있어 보다 긍정적인 요소가 각광받는다. "자기애 철수를 자극하는 좌절 역시 ... 현실에 적응하는 근본적 요소이다.(frustration, which stimulates narcissistic withdrawal, is also [...] a fundamental factor in adaptation to reality.)" 이와 비슷하게, 도널드 위니컷(Donald W. Winnicott)은 "건강한 철수의 측면이 있다(that there is an aspect of withdrawal that is healthy)"는 것을 발견, "당사자(아동 혹은 성인) 본인이 외적 인간 관계를 희생하더라도 자기의 역행한 부분을 붙잡고 그것을 돌보는 조건으로 철수를 생각하는 것은 유익(helpful to think of withdrawal as a condition in which the person concerned (child or adult) holds a regressed part of the self and nurses it, at the expense of external relationships)"할 수 있다고 생각하였다.
정신분석학의 주요 관점과 달리, 하인츠 코헛(Heinz Kohut)은 "취약성 자기애성자는 얌전한 철수나 자기애 분노를 가지고 현존하는 (혹은 예상되는) 자기애 손상에 대응한다(the narcissistically vulnerable individual responds to actual (or anticipated) narcissistic injury either with shamefaced withdrawal or with narcissistic rage)"고 생각하였다. 후자의 경우, 오토 컨버그(Otto Kernberg) 역시 일반적인 자기애성향과 "'화려한 고립'으로 철수하는 것으로서의 ... 병적 자기애성향(pathological narcissism...[as] withdrawal into "splendid isolation")"의 차이를 구분하였다. 반면 허버트 로젠펠트(Herbert Rosenfeld)는  was concerned with "죽음이 삶보아 우월하다고 이상화하는 자기애성 환자에게 흔히 보이는 철수 상태(states of withdrawal commonly seen in narcissistic patients in which death is idealised as superior to life)"는 물론, "자기애 철수 상태와 자아 붕괴 상태의 교체(the alternation of states of narcissistic withdrawal and ego disintegration)"에 대하여 관심을 가졌다.

### 조현성 철수
조현성 철수(schizoid withdrawal)는 자기애 철수와 밀접한 연관이 있다. 조현성 철수는 "내향성 및 철수성 성격에 따라 모든 정서적 관계를 한꺼번에 폐기함으로써 너무나도 큰 압박으로부터의 탈출(the escape from too great pressure by abolishing emotional relationships altogether in favour of an introverted and withdrawn personality)"인 것이다. 이러한 "욕구로부터의 환상적 도피는 두려움으로부터 나온 정서의 굶주림, 과대망상, 현실 왜곡 형태(fantastic refuges from need are forms of emotional starvation, megalomanias and distortions of reality born of fear)"로, 이러한 것들은 개인이 한 관계를 향유하는 능력을 부적응적으로 복잡하게 만든다.

## 사회학
"자기애성자는 스스로를 고립시키고 가족을 떠나며 타인을 무시하고 특별한 ... 자기감을 지키기 위하여 뭐든 한다.(Narcissists will isolate themselves, leave their families, ignore others, do anything to preserve a special [...] sense of self.)"고 한다. 그러나 논쟁인 것은, 그러한 모든 "자기애 철수는 완벽히 사회적 존재로서의 유령인 '대체 자아(alter ego)'에 시달린다는
것(narcissistic withdrawal is haunted by its alter ego: the ghost of a full social presence)" – "최고도의 사회적 공헌에서부터 ... 최고도의 사회적 철수에 이르는 연속체(along a continuum which ranges from the maximal degree of social commitment [...] to a maximal degree of social withdrawal)"를 따라 그들의 삶을 사는 사람이라는 것이다.
만약 "모든 종류의 자기애 철수 가운데 우울이 가장 심하다고 한다면(of all modes of narcissistic withdrawal, depression is the most crippling)", 기여요인(contributing factor)은 "자신이 항상 활동하는 공간이 그대로 작동하도록 유지하는 평범한 과정 속에서 실제로 얼마나 많은 사회적 노력이 필요한지 우울증 환자가 의식적으로 인식하게 되는 것(depressed persons come to appreciate consciously how much social effort is in fact required in the normal course of keeping one's usual place in undertakings)"일 수 있다.

## 치료
대상 관계 이론(Object relations theory)은 치료 과정을 치료사가 환자로 하여금 "마지막에는 ... 논의, 주장, 이상화, 증오 등 대상 관계가 나타날 때까지, 대상을 순수한 조현성 사용에서부터 공유된 조현성 사용으로 (처음으로) 재배치(resituated the object from the purely schizoid usage to the shared schizoid usage (initially) until eventually [...] the object relation – discussing, arguing, idealizing, hating, etc. – emerged)"할 수 있게 하는 것으로 보았다.
페니첼은 환자에 대하여 "이들의 자기애 퇴행은 자기애 손상에 대한 반응이다. 이들에게 사실을 제시하고 진정한 상처를 직면하고 다른 유형의 반응을 만들 시간이 주어진다면 이들은 엄청난 도움을 받을 것이다(their narcissistic regression is a reaction to narcissistic injuries; if they are shown this fact
and given time to face the real injuries and to develop other types of reaction, they may be helped enormously)"라고 보았다. 그러나 네빌 시밍턴(Neville Symington)은 "때로는 전쟁같은 것이 분석가와 환자 사이에서 발생하여, 분석가는 환자를 ... 자기애 덮개라고 할 수 있는 ... 고치로부터 끌어내려 하지만 ... 환자는 자기 가치를 다른 방향으로 돌린다(often a kind of war develops between analyst and patient, with the analyst trying to haul the patient out of the cocoon [...] his narcissistic envelope [...] and the patient pulling for all his worth in the other direction)"고 보았다.

## 문화적 유사
- 조앤 그린버그(Joanne Greenberg)의 소설 나는 너에게 결코 장미 정원을 약속하지 않았다(I Never Promised You a Rose Garden)에서, 주인공의 치료사는 "만약 패턴이 있다면 ... 너는 우리의 관점에 비밀을 버리고 나서, 너의 공황이나 너의 비밀 세계로 뛰어들어가 몸을 가릴까봐 매우 두려워 한다. 그곳에 살고자.(if there is a pattern.... You give up a secret to our view and then you get so scared that you run for cover into your panic or into your secret world. To live there.)"라는 것을 궁금해 하였다.[20]
- 더욱 일반적인 이야기로, 1920년대는 "여성이 자신의 강한 에고를 발달시키기 보다 자기애 철수로 전념하는 변화(changes in which women were channelled toward narcissistic withdrawal rather than developing strong egos)"의 시간으로 설명된다.[21]

## 같이 보기
- 마이클 발린트(Michael Balint)
- 안드레 그린(André Green)
- 자기애 방어(Narcissistic defences)
- 자기애성 성격장애
- 정신 퇴행(Psychic retreat)
- 조현성 성격장애(Schizoid personality disorder)
- 편집성 성격장애(Paranoid personality disorder)
- 프리다 프롬-라이히만(Frieda Fromm-Reichmann)
- 해리성 둔주(Fugue state)